# 許貢
許貢（？—约197年），东汉末期人物。先後任吳郡（治所在今江苏苏州）都尉、太守，為孫策所殺。

## 人物生平
許貢在漢末初平年間（公元190-193年）曾任吳郡都尉，是名士許靖的好友。許靖為躲避董卓之亂逃到江東，許貢等人收留了他。許貢的上司、當時任吳郡太守的是會稽人盛憲。
這一時期，袁術勢力進入揚州。曾經割據江東的會稽周氏兄弟（即周昂、周昕及周喁）被袁術所敗，其中周喁在逃回會稽老家的途中，被許貢殺害。由於原來的揚州刺史被袁術殺害，朝廷任命了新的揚州刺史劉繇，因為揚州治所壽春被袁術佔據，劉繇只能以吳郡的曲阿作為治所。
約興平元年（公元194年），盛憲因病離任，許貢成為吳郡太守。當時接任吳郡都尉的是孫堅舊部、丹陽人朱治。
許貢到任後，試圖迫害故太守盛憲，吳郡名士高岱幫助盛憲躲藏到許貢部下許昭的家中。許貢於是捉住了高岱的母親，以此引出高岱準備加害之。高岱在朋友的幫助下機智逃脫。
興平二年（公元195年），孫策藉口幫袁術打擊佔據揚州江東的劉繇勢力，趁機脫離袁術以便自己經略江東，之後擊敗劉繇並平定丹陽郡、吳郡。許貢在由拳（今屬浙江省嘉興市）被擊敗後投奔在吳郡烏程（今屬浙江省湖州市）割據的山賊頭領嚴白虎。
不久後嚴白虎又被孫策擊敗，只得投奔在餘杭的許昭，许贡未能同行。孫策說：“許昭有義於舊君（指盛憲），有誠於故友（指嚴白虎），此丈夫之志也。”因此沒有趕盡殺絕。
許貢失勢後，仍然積極找機會奪回吳郡。他向朝廷上表，認為孫策驍勇冠世，指出放任孫策勢力坐大，對漢廷以及曹操來說將終成大患，提出以皇命召孫策進京的主張。（原文為：孫策驍雄，與項籍相似，宜加貴寵，召還京邑。若被詔不得不還，若放於外必作世患。）
若許貢上表成功，則會給曹操理由召孫策進京，對孫策來說兇多吉少。而已經被孫策統一的江東又將重新陷入分裂的境地，許貢可以從中得利。此表被孫策截獲，孫策找許貢來對質，許貢推說沒有上表，孫策於是命令武士將許貢絞殺。因建安二年夏（公元197年）朝廷已經任命陳瑀為新任吳郡太守，因此許貢之死不會晚於建安二年。

### 身后
建安五年 (200年)，孙策因杀许贡，遭到许贡的门客许昭等人刺杀，伤重离世。

## 相關記載
曾上表於漢獻帝，以“孙策骁雄，与项籍相似，宜加贵宠，召还京邑。若被诏不得不还，若放於外必作世患。”希望能調走孫策。孙策候吏得到许贡书信，将这封书信拿给孙策看。孙策看了以后，便请许贡去见他，并以此事责备许贡。许贡回答无此书信，孙策即命令武士将许贡绞杀。许贡奴客便潜伏民间，等待时机想要为许贡报仇。在孙策打猎时，中途出现三人，即许贡奴客。孙策问：“尔等何人？”奴客回答：“是韩当兵，在此射鹿耳。”孙策说：“当兵吾皆识之，未尝见汝等。”于是射其中一人，此人被射中后应弦而倒。其馀二人焦急，便举弓射向孙策，并射中其脸颊。后孙策士兵到达，将许贡奴客全部刺杀。

## 影视
- 1994年电视剧《三国演义》：孙杰

## 動漫遊戲
- 《火鳳燎原》:設定為南華八怪之一于吉之手下和門生。